# Flying Pigeon
Flying Pigeon (en chinois : 飞鸽 ; hanyu pinyin : fēigē) est un fabricant chinois de bicyclettes basée à Tianjin, dans le nord-est de la Chine.
Plus de 500 millions de vélos Flying Pigeon PA-02 ont été fabriqués depuis 1950, soit plus, à partir de 2007, que tout autre modèle de véhicule.

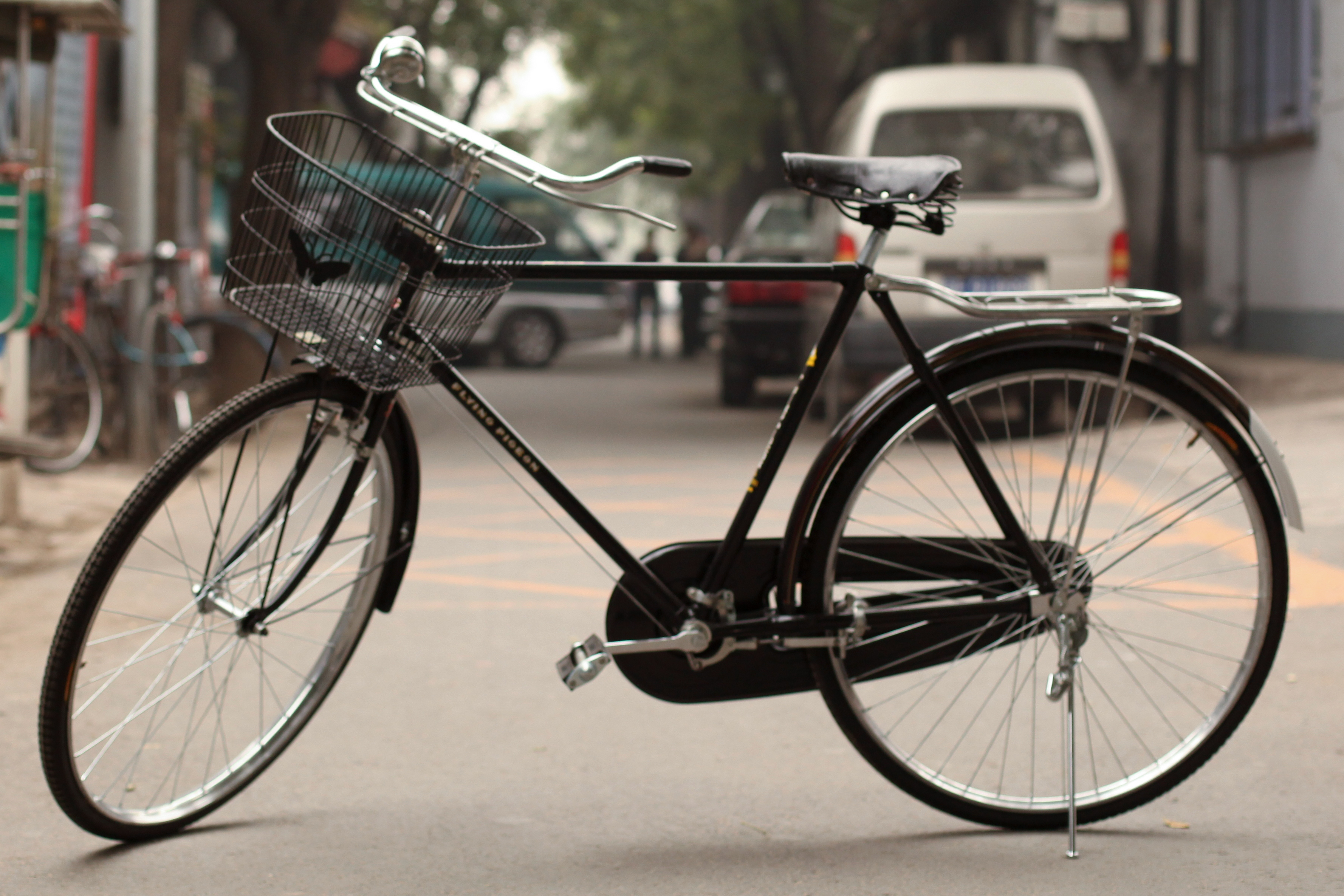
Une bicyclette Flying Pigeon dans un hutong.